# Glavnik, Kărdjali
Glavnik (în bulgară Главник) este un sat în comuna Ardino, regiunea Kărdjali,  Bulgaria. 

## Demografie
Componența etnică a satului Glavnik
     Turci (8,6%)
     Bulgari (47,31%)
     Nicio identificare (44,08%)
     Altele (0%)
La recensământul din 2011, populația satului Glavnik era de 93 locuitori. Nu există o etnie majoritară, locuitorii fiind bulgari (47,31%) și turci (8,6%). Pentru 44,08% din locuitori nu este cunoscută apartenența etnică.